# Java Central
Java Central é uma província da Indonésia localizada na ilha de Java, entre as províncias de Java Ocidental e Java Oriental. Histórica e culturalmente, Joguejacarta também é parte de Java Central, mas é separada politicamente. Sua capital é Semarang.
Algumas regiões de Java Central, como Surakarta e Banyumasan, possuem suas próprias culturas, histórias e idiomas.